# Pausdambrug
De Pausdambrug is een boogbrug in het centrum van de Nederlandse stad Utrecht. De brug is een rijksmonument.
De brug overspant de Nieuwegracht op het punt waar die onder een hoek in de Kromme Nieuwegracht overgaat. Het grachtenwerk is op deze locatie in het eind van de 14e eeuw aangelegd. De stenen Pausdambrug heeft een enkelvoudige overspanning. Aan de brug grenzen werven met werfkelders. Direct naast de brug bevindt zich tevens het Paushuize, een huis gebouwd in opdracht van de latere paus Adrianus VI. In de Pausdambrug is een beeldhouwwerk vervaardigd door Kees Groeneveld aangebracht met daarin het wapen van deze paus. In een sluitsteen van de brug is het getal 1720 aangebracht.
Op de Pausdambrug komen meerdere straten uit, waaronder de Trans. Het plein op de brug heet vandaag de dag Pausdam, voorheen heette het Maartensdam. De brug op deze locatie wordt in de 19e eeuw door Nicolaas van der Monde de Pausbrug genoemd.

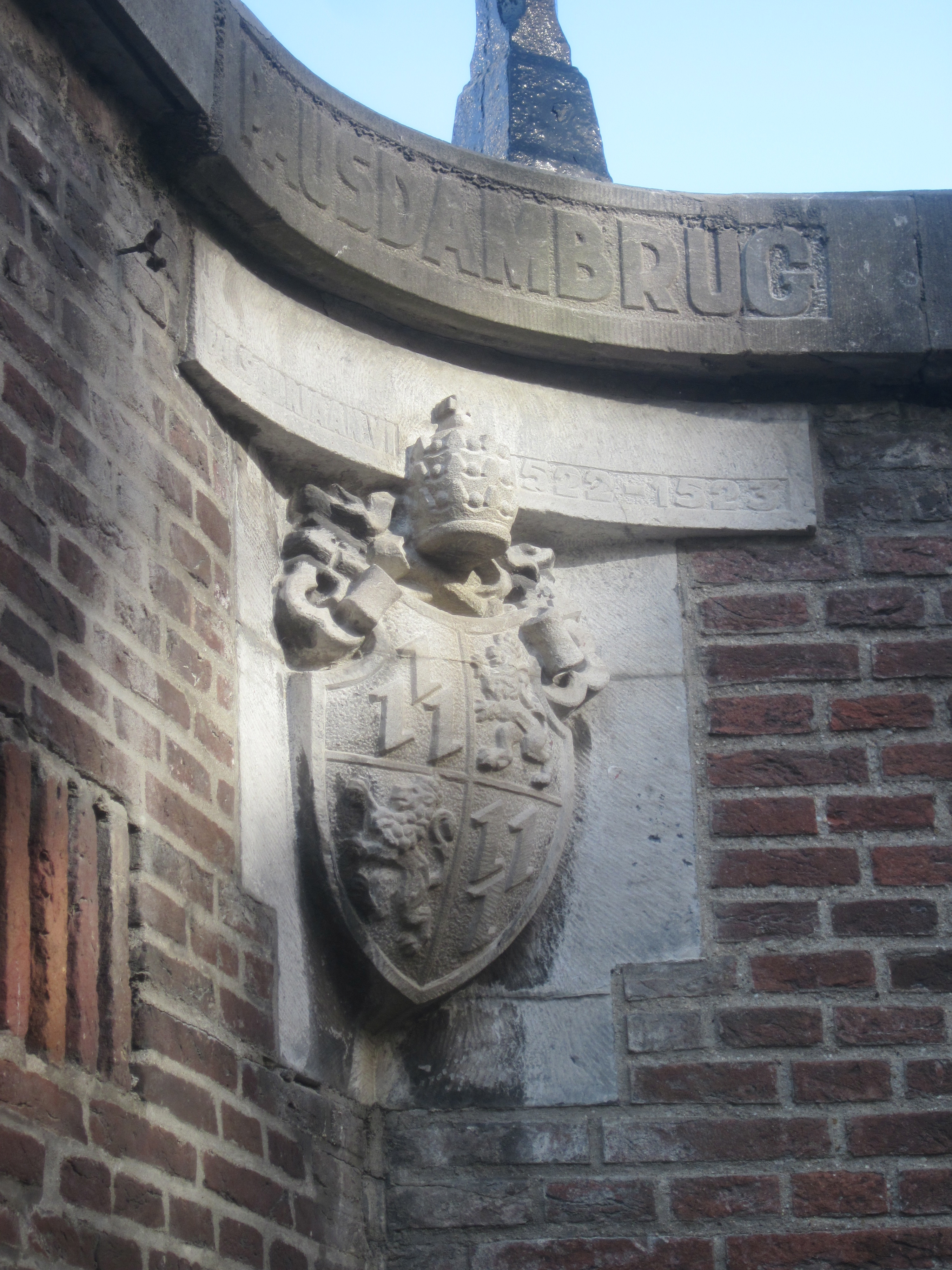
Beeldhouwwerk vervaardigd door Kees Groeneveld met het wapen van paus Adrianus VI
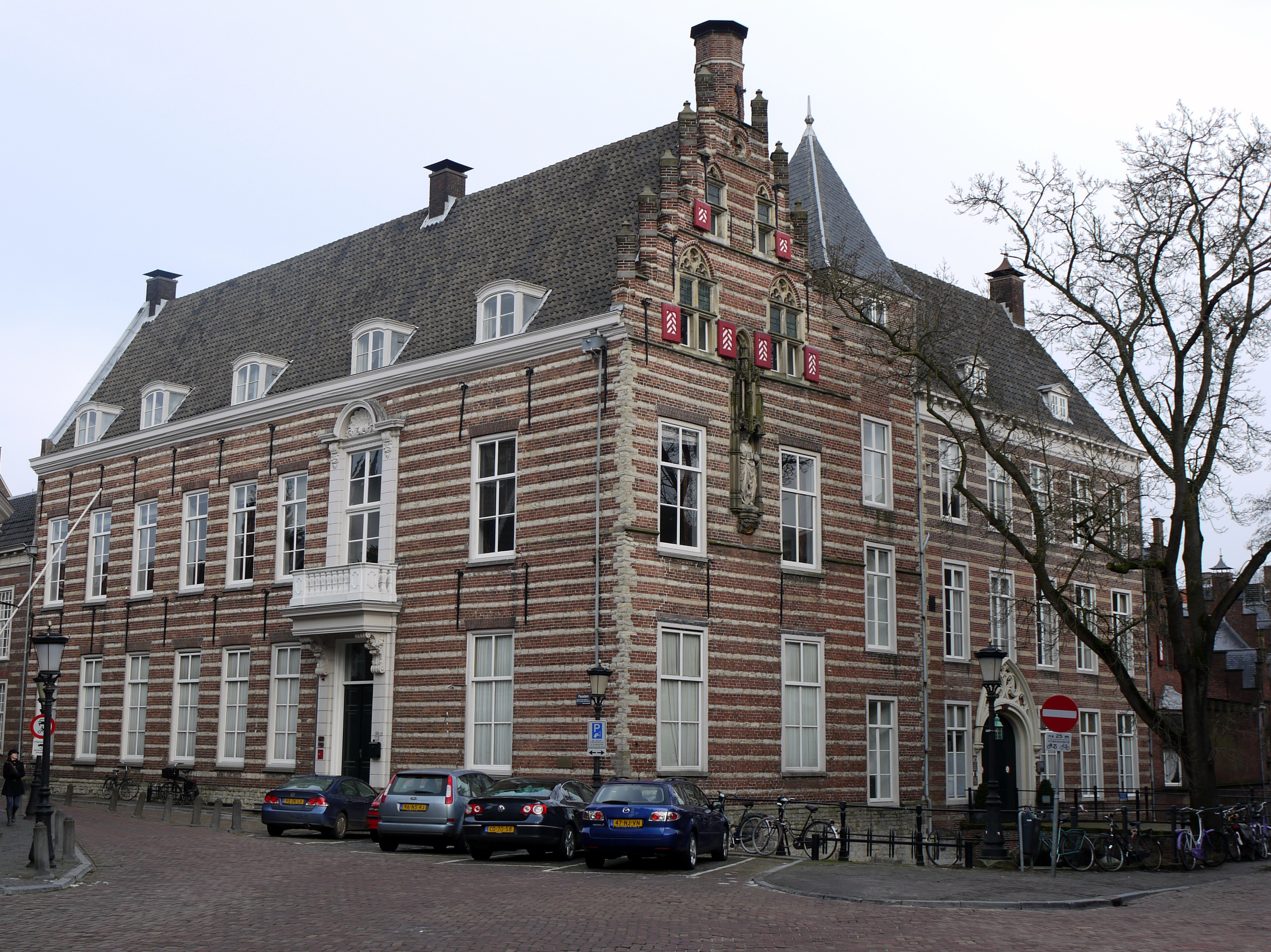
Paushuize naast de Pausdambrug
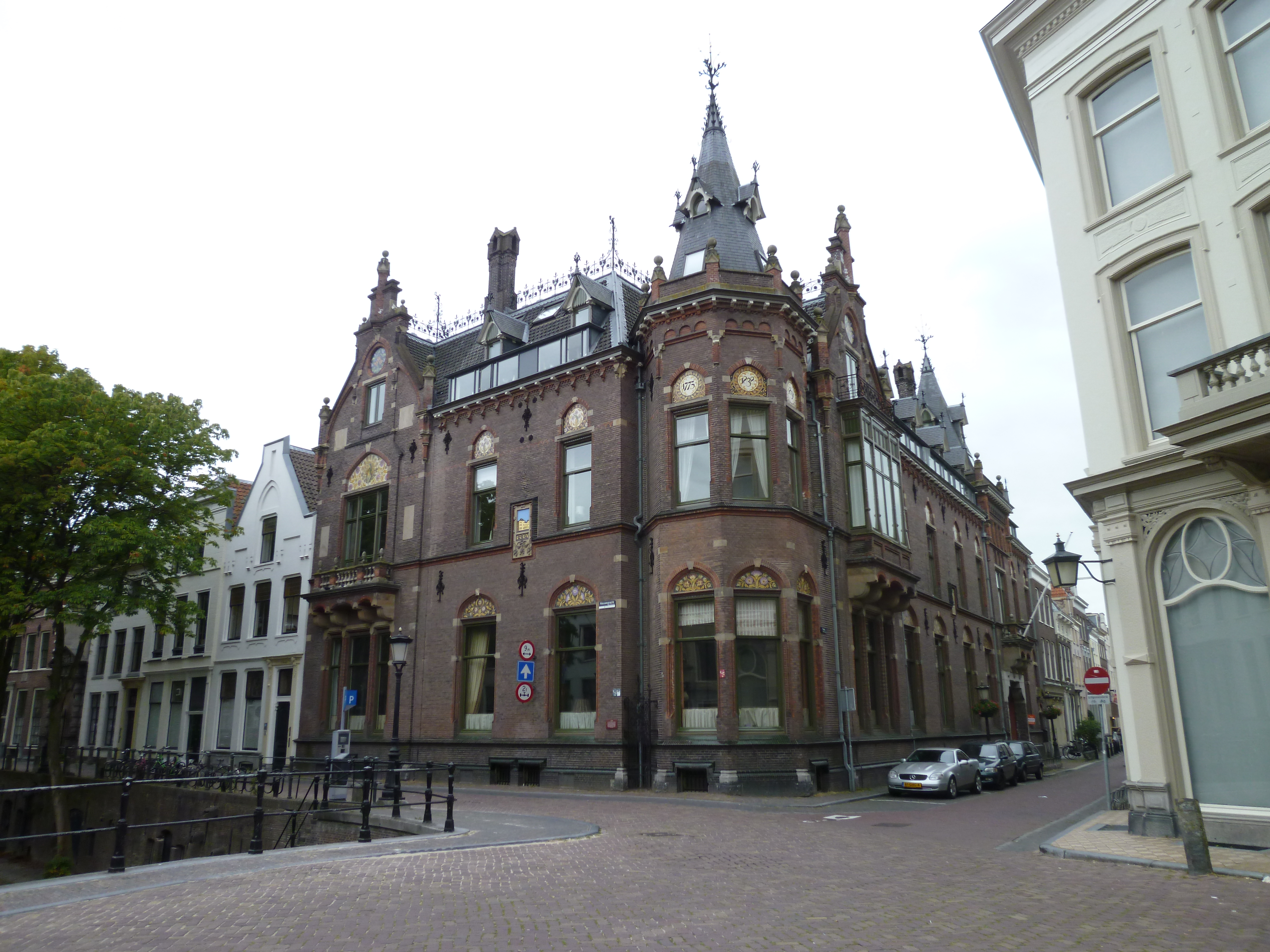
Hoekpand Sic Semper naast de Pausdambrug (architect P.J. Houtzagers, ca. 1890).

Abel Tasmanbrug ·
Abstederbrug ·
Bakkerbrug ·
Bartholomeusbrug · 
Bezembrug · 
Bijlhouwersbrug ·
Brigittenbrug ·
Colignybrug ·
Dafne Schippersbrug ·
David van Mollembrug ·
Demka-spoorbrug ·
Driftbrug ·
Gaardbrug ·
Galecopperbrug · 
Gasthuismolenbrug ·
Geertebrug ·
Gildbrug · 
Goethebrug ·
Griftbrug ·
Hamburgerbrug ·
Herenbrug · 
Hogeweidebrug ·
Industriehavenbrug ·
Jacobibrug ·
Jan Pieterszoon Coenbrug ·
Jansbrug ·
Jansdambrug ·
Jeremiebrug ·
Julianabrug (Minstroom) ·
Jutphasebrug ·
Jutphasespoorbrug ·
J.M. de Muinck Keizerbrug ·
Kalisbrug ·
Krommerijnbrug ·
Lauwerechtbrug ·
Lucasbrug ·
Maarsbergerbrug ·
Maartensbrug ·
Magdalenabrug ·
Maliebrug ·
Marga Klompébrug ·
Marksbrug ·
Marnixbrug ·
Meernbrug ·
Minbrug ·
Monicabrug · 
Moreelsebrug ·
Muntbrug ·
Muntsluisbrug ·
Museumbrug ·
Noorderbrug ·
Oorsprongbrug ·
Oranjebrug ·    
Paulusbrug ·
Pausdambrug ·
Pietersbrug ·
Plompetorenbrug ·
Prins Clausbrug · 
Quintijnsbrug ·
Rode brug ·
Servaasbrug ·
Sint Martinusbrug ·
Smeebrug ·
Socratesbrug ·
Spinozabrug ·
Stadhuisbrug ·
Stammetsbrug ·
Stenenbrug ·
Tolsteegbrug ·
Vaaltbrug ·
Vaartscherijnbrug ·
Van Asch van Wijckbrug ·
Viebrug ·
Vleutensespoorbrug ·
Vollersbrug ·
Weerdbrug ·
Weesbrug ·
Werkspoorbrug ·
Werkspoorhavenbrug ·
Wittevrouwenbrug ·  
Zandbrug

Voormalige of in onbruik geraakte bruggen :
Brug met de twaalf gaten ·
Catharijnebrug · 
Hefbrug in de Kruisvaart ·
Julianabrug (Vaartsche Rijn) ·
Molenbrug · 
Smakkelaarsbrug ·
Vleutensebrug ·
Willemsbrug